# Trude Mohr
Trude Mohr (Potsdam, Império Alemão, 12 de setembro de 1902 — 1989) foi a primeira Reichsreferentin da Bund Deutscher Mädel (BDM) (Liga das Moças Alemãs), nomeada em junho de 1934, mas em 1937, depois de casar com o Obersturmführer Wolf Bürkner, renunciou do cargo.